# Goßberg (Eifel)
Der Goßberg ist eine Anhöhe südlich von Walsdorf, Verbandsgemeinde Hillesheim.
Es handelt sich um den Kuppenrest eines ehemaligen Schichtvulkans aus dem Quartär. Er besteht aus Lagen von Tuffen und Basalt. Seit den 1950er Jahren werden Tuffe an der Nordostflanke des Bergs abgebaut. Die Zufahrt des Steinbruchs liegt an der Lavastraße.